# Юзефовка (Могилёвская область)
Юзефовка (бел. Юзяфо́ўка) — деревня в Хотимском районе Могилёвской области Беларуси. Входит в состав Беседовичского сельсовета.

## География
Располагается в 8 км к юго-западу от Хотимска, в 1,5 км от реки Беседь и в 6 км от белорусско-российской границы.

## История
Деревня входила в состав Березковской волости 3 стана Климовичского уезда Могилёвской губернии.
Некогда в деревне были две улицы — Заречная и Заводская, затем из-за стремительного роста населения появилась улица Молодёжная.
В центре деревни находился магазин, клуб и библиотека.
Также в деревне был зерносушильный комплекс, однако впоследствии был демонтирован. Некогда большая ферма, состоявшая из трёх комплексов, сократилась до двух. Помимо коров, ферма разводила лошадей.
В начале деревни находится бывшая мельница. Внутри сохранились части механизмов и старые большие круги для помола зерна.
В начале деревни стоит асфальтобетонный завод.

## Население

### Численность
- 2009 год — 107 человек

### Динамика
- 2009 год — 107 человек (перепись населения)

## Достопримечательность
- Памятник погибшим на войне

### Святое озеро
В глуби леса в 3-3,5 км к юго-западу от деревни находится необычное круглое озеро с названием «Святое Озеро».

## Известные лица
- Николай Иванович Базылев (род. 1936) — белорусский экономист.